# 喬蒂·史威汀
喬蒂·史威汀（英語：Jodie Sweetin；1982年1月19日—），是一位美國女演員，出生於加利福尼亞州洛杉磯，她著名的是電視節目《歡樂再滿屋》飾演Stephanie Tanner此角色。

## 外部連結
- 喬蒂·史威汀在互联网电影资料库（IMDb）上的資料（英文）
- 喬蒂·史威汀的X（前Twitter）
- 喬蒂·史威汀的Instagram帳戶